# Liste der Kulturdenkmale in Blunk
In der Liste der Kulturdenkmale in Blunk sind alle Kulturdenkmale der schleswig-holsteinischen Gemeinde Blunk (Kreis Segeberg) aufgelistet (Stand: 10. März 2025).

## Legende
In den Spalten befinden sich folgende Informationen:
- Objekt-ID: die Nummer des Kulturdenkmales
- Lage: die Adresse des Kulturdenkmales und die geographischen Koordinaten. Kartenansicht, um Koordinaten zu setzen. In der Kartenansicht sind Kulturdenkmale ohne Koordinaten mit einem roten Marker dargestellt und können in der Karte gesetzt werden. Kulturdenkmale ohne Bild sind mit einem blauen Marker gekennzeichnet, Kulturdenkmale mit Bild mit einem grünen Marker.
- Offizielle Bezeichnung: Bezeichnung des Kulturdenkmales
- Beschreibung: die Beschreibung des Kulturdenkmales
- Bild: ein Bild des Kulturdenkmales

## Bauliche Anlagen
| Objekt-ID      | Lage                                         | Offizielle Bezeichnung   | Beschreibung | Bild |
| -------------- | -------------------------------------------- | ------------------------ | --- | ---- |
| 10262 Wikidata | Kirchenweg 2 b (54° 0′ 38″ N, 10° 18′ 48″ O) | ehem. Durchfahrtsscheune | ehem. Wirtschaftsgebäude; 1836; eingeschossiger Zweiständerbau über Feldsteinsockel mit Längsdurchfahrt und Walmdach, an den Giebelseiten Fachwerkverbände in Form „halber Männer“ - Begründung: geschichtlich, städtebaulich - Schutzumfang: ehem. Durchfahrtsscheune, - Denkmaltyp: Bauliche Anlage | BW   |
| 10261 Wikidata | Lindenstraße 1 (54° 0′ 36″ N, 10° 18′ 43″ O) | Fachhallenhaus           | Alteintragung (Aktualisierung vorgesehen) - Begründung: geschichtlich, städtebaulich, Kulturlandschaft prägend - Schutzumfang: gesamtes Objekt - Denkmaltyp: Bauliche Anlage | BW   |

## Quelle
- Liste der Kulturdenkmale in Schleswig-Holstein – Kreis Segeberg

- Karte mit allen Koordinaten:
- OSM |
- WikiMap